# هونير
هونير (بالنرويجية القديمة: Hœnir)، في الأساطير الإسكندنافية، أحد الآلهة، والذي اكتسب منزلة كبيرة بين الكهنة من خلال الصمت والأفعال الطقسية التي كانوا يقومون بعا تجاهه، وقد برزت منزلته من خلال قصتي الخلق والدمار، ومقارنته بكل من أودين ولوكي، من ناحية ثانية فإن الروايات عنه لا تعطينا صورة واضحة وجلية عنه.

## الشهادات

### قصائد إيدا النثرية
هونير، أحد آلهة الإيسر في الأساطير الإسكندنافية، قام بالتجوال في هذا العالم في بداية الخلق مع صديقية أودين ولودور أو لوكي.
في قصة الخلق في قصيدة فولوسبا، وصل الثلاثة إلى شاطئ البحر وهناك وجدوا جزعي شجرة، ومنها قاموا بخلق أولى البشر، أسك وإمبلا. فبعث فيهما أودين التنفس، وبعث هونير فيهما الروح، وبعث لودور فيهما الدماء وأعطاهما الشكل الحسن.
في القصتين الأخريتين فإن هونير، سلبيا وصامتا في الظهور. ففي قصيدة إيدا النثرية (هاوستلونغ)،
والتي تتحدث عن العملاق ثيازي، أرادت الآلهة الثلاثة أن تطبخ ثورا، ولكن ثيازي، الذي من المفترض أن يقدم الثور كضحية لهم، قام بالمشاركة في الطعام. فحمي عضب هونير عليه، لأنه تجرأ على تدنيس المقدسات. أما في قصيدة رينفيسمال فقد ذكرت بأن هونير كان عبارة عن إله مرتحل برفقة كل من أودين ولوكي، حيث كانوا برفقة هرايدمار، الذي قُتل على يد ابنه أوتور سابقا

### قصائد إيدا الشعرية
في هايمسكرينغلا إحدى قصائد إيدا الشعرية، فقد ذكرت أنه وبعد انتهاء الحرب بين الإيسر والفانير، تبادلت العشيرتين الرهائن، فأرسل الإيسر كلا من هونير والعملاق ميمير إلى الفانير، فقام الفانير بتنصيب هونير رئيسا عليهم، ولكنه لم يكن يعطي رأيا في المسائل المطروحة بل كان جوابه دائما (دعوا الآخرون يقررون)، فظن الفانير أنهم قد خُدعوا فقاموا بقطع رأس ميمير وأرسلوه إلى الإيسر.
أما في فولوسبا، فإن هونير كان أحد الآلهة التي ستظهر وتحكم هذا العالم من جديد بعد أن ينتهي هذا العالم، بعد معركة راغناروك.